# جبل صايد (حائل)
جبل صايد هو أحد الجبال البازلتية المشهورة التي لم تجرفها سيول العصر الجليدي في رمان الأسمر جنوب هضبة الديرع ويقع في قرية مكظم الشبيكة جنوب مدينة حائل 55 كم